# Idantirso (siglo VI a. C.)
Idantirso (Idanthyrsus, en griego antiguo: Ἰδάνθυρσος) fue rey de los escitas, hijo de Sauli (Saulius), hermano de Anarcarsis, al que mató.

## Historia
Cuando Darío I invadió territorio de los escitas el 508 a. C., estos dirigidos por Idantirso se retiraron sin luchar. 
Darío les envió un mensaje: «O combatir o someterse». Idantirso contestó que la huida ante los persas no era por temor, sino porque los escitas no querían la guerra sino que buscaban la vida en la que estaban acostumbrados y que no tenían ningún motivo para luchar ya que no tenían ni ciudades ni tierras que pudieran ser saqueadas, y que lo único que encontrarían los persas serían las tumbas de los antepasados.